# Cesare Rubini
Cesare Rubini (Trst, 2. studenoga 1923. – 8. veljače 2011.) je bivši talijanski košarkaški trener. Prije trenerske karijere bio je i uspješni igrač vaterpola.
Od 1947. do 1978. bio je trenerom momčadi Olympia Simmenthal u talijanskoj 1. ligi. Deset puta (1957. – 60., 1962. – 63., 1965. – 67., 1972.) uspio je osvojiti s ovom momčadi naslov prvaka.
Na OI 1980. u Moskvi je vodio talijansku reprezentaciju, s kojom je osvojio srebrno odličje, izgubivši u završnici od Jugoslavije.
Rubini je bio utemeljiteljem i od 1979. do 2002. predsjednikom Svj. asocijacije košarkaških trenera. Od 1984. je bio članom FIBA-inog Središnjeg odbora.
9. svibnja 1994. je dobio mjesto u košarkaškoj Dvorani slavnih. 
Na OI 1948. i 1952. igrao je za talijansku vaterpolsku reprezentaciju, osvojivši zlatno i brončano odličje.